# Baron Norreys
Baron Norreys, of Rycote in the County of Oxford, (auch Norris de Rycote) ist ein erblicher britischer Adelstitel in der Peerage of England.

## Verleihung
Der Titel wurde von Königin Elisabeth I. am 8. Mai 1572 als barony by writ geschaffen, indem sie Henry Norreys (auch Henry Norris) durch Writ of Summons als Baron Norreys, of Rycote, in das House of Lords berief. Henry Norreys war der Sohn des 1536 wegen angeblichen Ehebruchs mit Anne Boleyn hingerichteten Kammerherren Henry Norris. Er stammte aus einer Familie der landed gentry angelsächsischer Herkunft, die wie viele andere (z. B. Cecil und Russell) unter den Tudors in den titulierten Adel aufgestiegen waren, nachdem ein Großteil des alten normannischen Adels in den Rosenkriegen untergegangen war.
Sein Sohn, der 2. Baron, wurde 1621 zum Earl of Berkshire und Viscount Thame erhoben. Bei dessen Tod 1624 hinterließ er eine Tochter aber keine Söhne, deshalb erloschen diese Titel wieder. Die Baronie Norreys allerdings kann als barony by writ bei Fehlen männlicher Nachkommen auch an Töchter vererbt werden. So beerbte ihn seine Tochter Elisabeth als 3. Baroness und bei deren Tod 1645 deren Tochter Bridget als 4. Baroness. Bridget heiratete in die Familie Bertie ein. Ihrem Sohn und Erben James Bertie, 5. Baron Norreys wurde 1682 der Titel Earl of Abingdon verliehen. Die Baronie Norreys ist seither ein nachgeordneter Titel des jeweiligen Earls of Abingdon. Der älteste Sohn des jeweiligen Earls führt als dessen Titelerbe seither den Höflichkeitstitel Lord Norris. Sein Nachfahre der 8. Earl erbte 1938 auch den Titel 13. Earl of Lindsey. Heutiger Titelinhaber ist Richard Bertie als 14. Earl of Lindsey, 9. Earl of Abingdon und 13. Baron Norreys.

## Liste der Barone Norreys (1572)
- Henry Norreys, 1. Baron Norreys (um 1525–1601)[5]
- Francis Norreys, 1. Earl of Berkshire, 2. Baron Norreys (1582–1624)
- Elisabeth Wray, 3. Baroness Norreys († 1645)
- Bridget Bertie, 4. Baroness Norreys (1627–1657)
- James Bertie, 1. Earl of Abingdon, 5. Baron Norreys († 1699)
- Montagu Venables-Bertie, 2. Earl of Abingdon, 6. Baron Norreys (1673–1743)
- Willoughby Bertie, 3. Earl of Abingdon, 7. Baron Norreys († 1760)
- Willoughby Bertie, 4. Earl of Abingdon, 8. Baron Norreys (1740–1799)
- Montagu Bertie, 5. Earl of Abingdon, 9. Baron Norreys (1784–1854)
- Montagu Bertie, 6. Earl of Abingdon, 10. Baron Norreys (1808–1884)
- Montagu Bertie, 7. Earl of Abingdon, 11. Baron Norreys (1836–1928)
- Montagu Bertie, 13. Earl of Lindsey, 8. Earl of Abingdon, 12. Baron Norreys (1887–1963)
- Richard Bertie, 14. Earl of Lindsey, 9. Earl of Abingdon, 13. Baron Norreys (* 1931)

Titelerbe (Heir apparent) ist der älteste Sohn des derzeitigen Titelinhabers, Henry Bertie, Lord Norreys (* 1958).